# Polyinstantiation
 (juin 2024).
En informatique, la polyinstantiation est la création et gestion de plusieurs instances identiques quant à leur type et valeur tout en préservant leur indépendance. Il peut arriver, notamment dans le cas de base de données, que deux instances aient le même nom (identifiant, clé primaire).

## Sécurité des systèmes
En sécurité des systèmes d'exploitation, la polyinstantiation est le fait de créer une vue spécifique à un utilisateur ou à un processus d'une ressource partagée. Ainsi, le processus A ne peut pas affecter le processus B en écrivant du code malveillant sur une ressource partagée, telle que le répertoire UNIX /tmp,.
La polyinstanciation des ressources partagées a des objectifs similaires à ceux de l'isolation des processus, une méthode d'utilisation de la mémoire virtuelle, dans laquelle les processus se voient attribuer leur propre espace d'adressage virtuel isolé pour empêcher le processus A d'écrire dans l'espace mémoire du processus B.

## Bases de données
En bases de données, la polyinstantiation est une terminologie SQL (langage de requête structuré) liée aux bases de données. Elle permet à une relation de contenir plusieurs lignes ayant la même clé primaire ; les multiples instances sont différenciées en fonction de  leur niveau de sécurité. Cela se produit en raison d’une politique de contrôle d'accès obligatoire. Selon le niveau de sécurité établi, un enregistrement contient des informations sensibles et l'autre non, c'est-à-dire qu'un utilisateur verra des versions différentes de l'enregistrement en fonction de son niveau d'habilitations préalablement défini par la politique de l'entreprise 
Dans le tableau ci-dessous, la clé primaire est Nom et λ (x) est le niveau de sécurité :
| Nom   | λ(Nom)      | Âge | λ(Âge)      | λ           |
| ----- | ----------- | --- | ----------- | ----------- |
| Alice | Secret      | 18  | Très secret | Très secret |
| Bob   | Secret      | 22  | Secret      | Secret      |
| Bob   | Secret      | 33  | Très secret | Très secret |
| Trudy | Très secret | 15  | Très secret | Très secret |

Bien qu’utile d’un point de vue sécurité, la polyinstantiation soulève plusieurs problèmes :
- Problème moral, puisqu’il s’agit de dissimuler ou tromper
- Cohérence des vues fournie
- Explosion du nombre de lignes

## Cryptographie
En cryptographie, la polyinstantiation est l'existence d'une clé cryptographique dans plusieurs emplacements physiques sécurisés.